# Détrier
Détrier település Franciaországban, Savoie megyében. Lakosainak száma 431 fő (2022. január 1.). Détrier La Chapelle-du-Bard, Le Moutaret, Arvillard, La Chapelle-Blanche, Villaroux és Valgelon-La Rochette községekkel határos.

## Népesség
A település népességének változása:
| Lakosok száma | 410  | 422  | 428  | 427  | 429  | 433  | 435  | 436  | 431  |
|               | 2013 | 2015 | 2016 | 2017 | 2018 | 2019 | 2020 | 2021 | 2022 |